# Rhapsody of the Darkness
Rhapsody of the Darkness – siódmy singel zespołu Versailles. Singel został wydany cyfrowo 25 kwietnia 2012 roku na stronach iTunes oraz amazon.com.

## Lista utworów
| Nr | Tytuł                      | Słowa  | Muzyka | Czas |
| -- | -------------------------- | ------ | ------ | ---- |
| 1. | "Rhapsody of the Darkness" | Kamijo | Hizaki | 4:57 |
| 2. | "Illusion"                 | Kamijo | Kamijo | 5:05 |